# Zdravstveni dom Ljubljana Šentvid
Zdravstveni dom Ljubljana Šentvid je zdravstveni zavod, ki deluje v okviru Zdravstvenega doma Ljubljana.